# 名古屋市立新明小学校
名古屋市立新明小学校（なごやしりつ しんめいしょうがっこう）は、かつて愛知県名古屋市中村区名駅三丁目にあった公立小学校。

## 歴史

### 校名の由来
学区内に所在する神明社から、新しく明るいという意味を含めて命名されたものとされる。

### 沿革
1873年（明治6年）に開設された、第32義校および第27義校をルーツとする。第32義校は広井小学校・広井尋常小学校・広井国民学校、第27義校は郁文学校・泥江学校・泥江尋常小学校・共立尋常小学校・共立国民学校と改称した。
- 1913年（大正2年）2月22日 - 広井小学校校舎の増築が竣工[3]。
- 1946年（昭和21年） - 広井国民学校および共立国民学校を統合し、従来の広井国民学校の校地において名古屋市新明国民学校として設立される[2]。
- 1947年（昭和22年） - 名古屋市立新明小学校と改称[2]。
- 1983年（昭和58年） - 屋上プールの利用を開始[4]。
- 1992年（平成4年） - 学区外からの帰国子女の受け入れを開始[5]。
- 2009年（平成21年） - 名古屋市立六反小学校と統合され、名古屋市立笹島小学校となったため、閉校[6]。

### 児童数の変遷
『愛知県小中学校誌』（1998年）によると、児童数の変遷は以下の通りである。
| 1947年（昭和22年） | 1,230人 |  |
| 1957年（昭和32年） | 1,227人 |  |
| 1967年（昭和42年） | 445人   |  |
| 1977年（昭和52年） | 333人   |  |
| 1987年（昭和62年） | 158人   |  |
| 1997年（平成9年）  | 95人    |  |

2000年度には名古屋市内で最も少ない80人となった。統合が決定した2006年度は87人、廃校直前の2009年度は85人であった。

## 人物

### 教職員
- 斎藤嘉隆 - 政治家（参議院議員）。2005年赴任。教務主任。[8]

### 卒業生
- 坪内鋭雄 - 作家（泥江小学校）

## 跡地

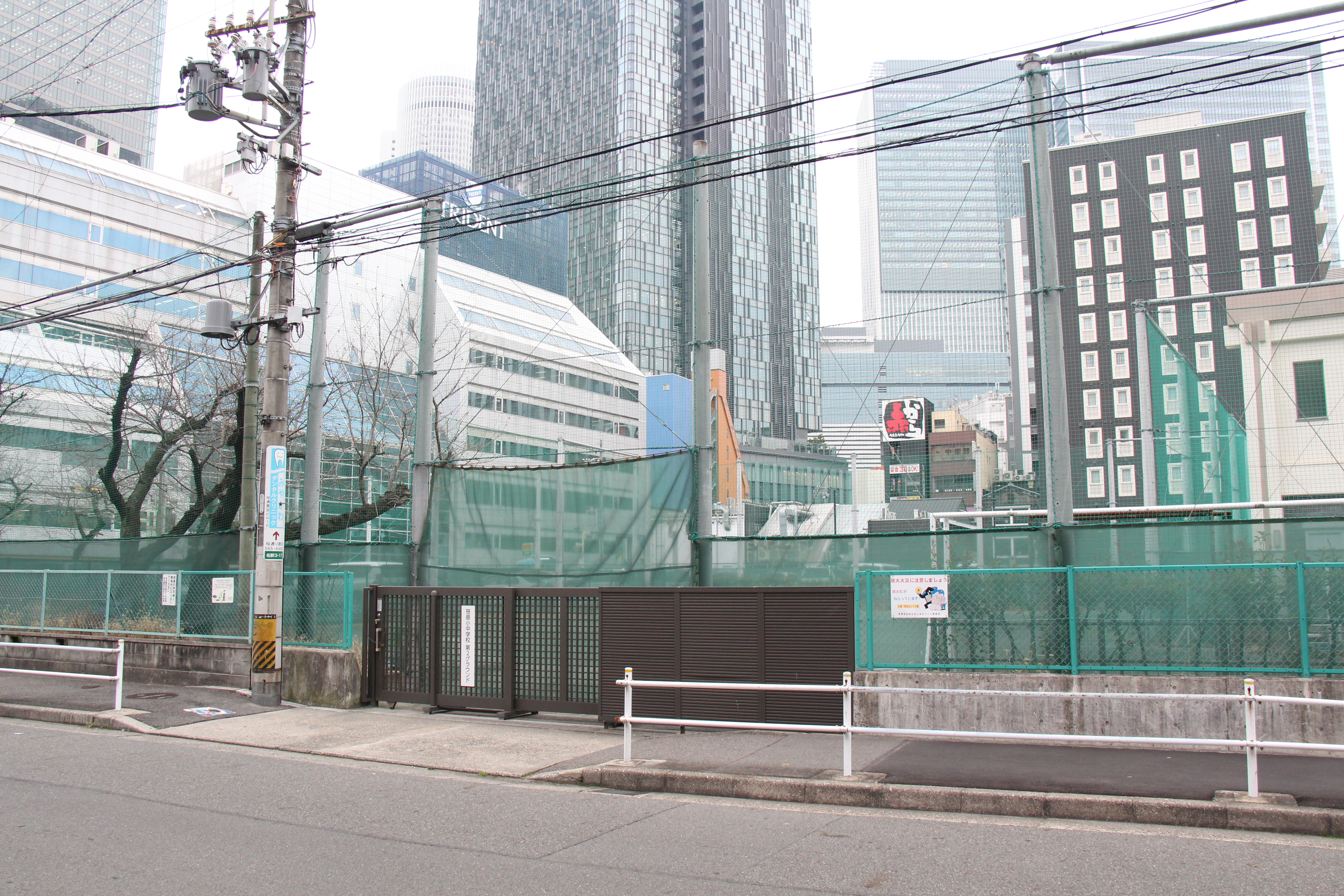
名古屋市立笹島小学校・中学校 第2グラウンド（2020年2月）

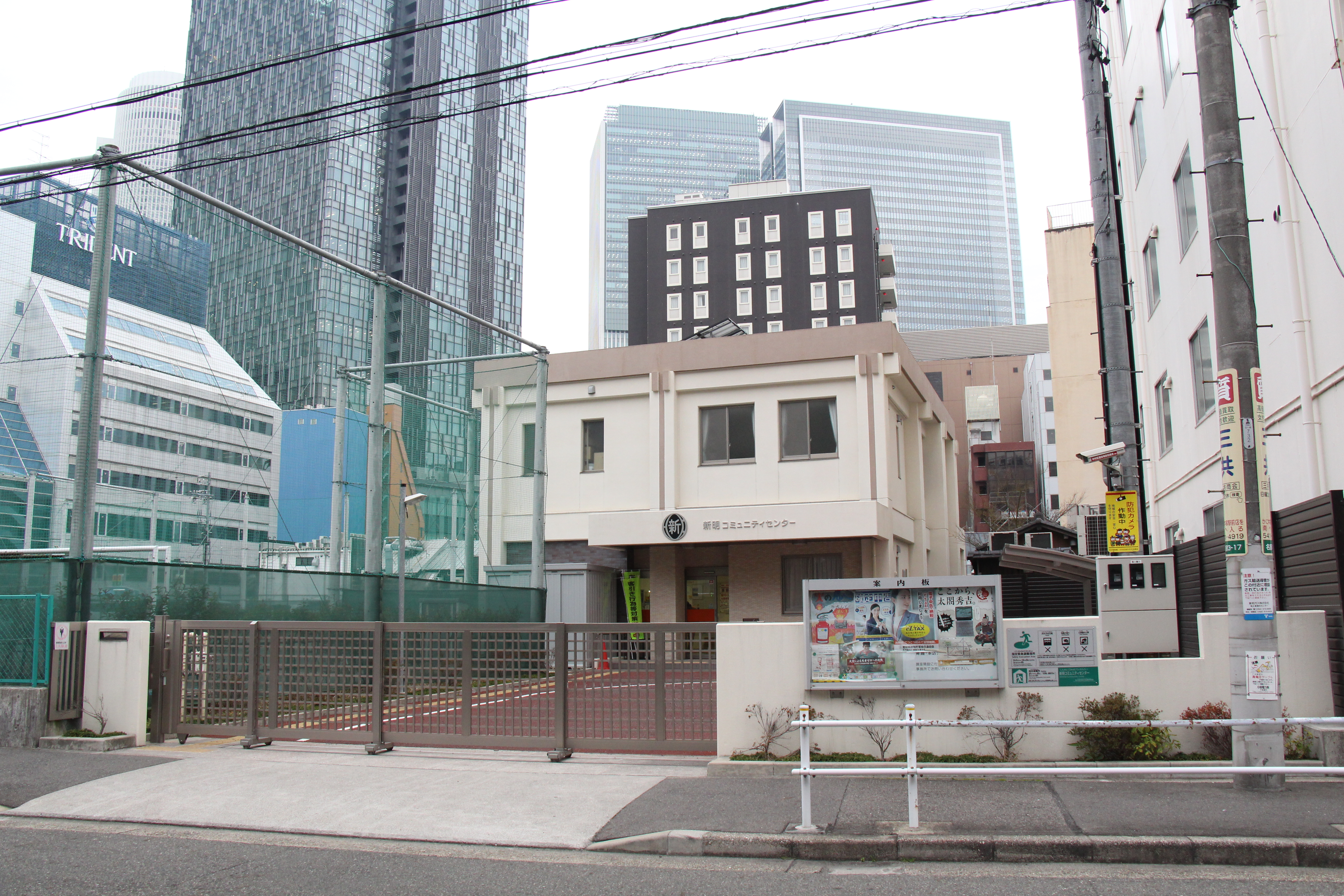
新明コミュニティセンター（2020年2月）

2021年1月現在、跡地は笹島小学校・中学校の第2グラウンド、新明コミュニティセンター、コインパーキングとして利用されている。
中央新幹線名古屋駅建設に関する用地交渉で名古屋市はJR東海に協力し、新明小学校跡地の西側半分を三菱倉庫、太陽生命保険、NNP興産の3社に代替地として売却した。跡地の西側を取得した3社はその後、跡地全体にオフィスや図書館、屋上グラウンド、コミュニティセンターなどで構成する複合ビルを建設する計画を名古屋市に提案した。